# Канадские федеральные выборы (1972)
Канадские федеральные выборы 1972 года состоялись в Канаде 30 октября 1972 года. В результате было выбрано 264 члена 29-го парламента страны. Выиграла выборы с минимальным перевесом либеральная партия во главе с Пьером Трюдо. Официальной оппозицией стала прогрессивно-консервативная партия.
Явка составила 76,7 %.

## Предвыборная кампания
Слабая экономика страны стала одной из основных тем предвыборной кампании. На ней сделала акцент прогрессивно-консервативная партия, утверждая что их экономическая политика будет лучше существующей, и используя лозунг «Прогрессивно-консервативнаое правительство сделает лучше.» («A Progressive Conservative government will do better.»). Либеральная партия выбрала в качестве предвыборного лозунга «Сильная земля» («The Land is Strong»), а также видеоряд с пейзажами страны. Партия предлагала готовые проекты реформ и законов в своей кампании. Одним из слабых мест либералов была политика двуязычия, которая считалась пустой тратой денег у англоканадцев.

## Результаты
В результате выборов в парламент страны прошли Либеральная партия Канады, Прогрессивно-консервативная партия Канады, Новая демократическая партия и партия социального кредита Канады. Кроме того, в выборах принимали участия, но не получили ни одного места в парламенте партия носорог.
На выборах также были избраны два незавимимых кандидата. Это Roch LaSalle из округа Квебек и Lucien Lamoureux из округа Stomont-Dundas-Glengarry. Люсьен Ламур первоначально был представителем либеральной партии, но выполнял роль спикера палаты общин предыдущего созыва, поэтому баллотировался как беспартийный кандидат.